# Myriam Montemayor
Myriam Montemayor Cruz (San Nicolás de los Garza, Nuevo León; 8 de febrero de 1981) o también sólo conocida como Myriam, es una cantante, intérprete, compositora y actriz mexicana. Comenzó su carrera en 2002 al convertirse en la ganadora del reality show musical La Academia, de Televisión Azteca, en su primera generación. Ha fungido como jueza y «madrina» para el programa de canto de televisión mexicano.
Ha desarrollado una carrera discográfica que incluye 13 producciones, incluyendo ediciones especiales y recopilatorios. Ha sido galardonada con reconocimientos incluyendo discos de oro, platino y multiplatino por sus producciones musicales.
Paralelamente, ha desarrollado una carrera como actriz en producciones de teatro musical como Jesucristo Superestrella y Cats. En 2023 se le fue otorgado el Galardón Forjadores de México.

## Biografía

### Primeros años
Nació un 8 de febrero de 1981 en San Nicolás de los Garza, Nuevo León, México. Sus padres son Juan Antonio Montemayor y María del Refugio Cruz. Es la séptima de un total de ocho hermanos: Marylin, Corina, Irasema, Verónica, Juan Everardo, Cristina y Víctor Manuel (†).
Desde muy pequeña tuvo inclinaciones musicales. Con tan solo seis años de edad, audicionó sin éxito para una versión local del musical Annie. Al demostrar un interés por la música y con el apoyo de sus padres, tomó clases de canto y baile. A los 17 años empezó a realizar audiciones y de esta manera logró participar como vocalista en agrupaciones reconocidas localmente en Monterrey como Obsesión, Conspiración, Skandal, Ébano y Marfil y Compass, con las que amenizaban en eventos sociales. En 1999 participó como modelo en el videoclip Me enamoré de un ángel, del grupo Liberación. Realizó el casting de La Academia, tiempo después iba a hacer audición en Popstars México de Televisa donde no llegó.

### La Academia Primera Generación (2002)
En 2002, mientras se desempeñaba como vocalista del grupo Compass en Nuevo León, Myriam audiciona en el casting del nuevo reality show musical de Televisión Azteca La Academia. Tras pasar por varios filtros, Myriam consigue un lugar entre los 14 concursantes que integraron la primera generación del reality musical. El programa debutó el 30 de junio de 2002. Luego de 22 semanas, el 1 de diciembre, La Academia concluyó, en una final realizada en el Auditorio Nacional de la Ciudad de México, donde Myriam Montemayor se coronó con el primer lugar de dicha edición.
Este triunfo le dio la oportunidad de firmar un contrato con la disquera EMI Music, un premio por $2,500,000 M. N. y ser artista estelar de la gira Coca-Cola 2002.
Luego de su paso por La Academia, EMI y Azteca Music lanzan al mercado el disco recopilatorio «Mi historia en la academia», material que cuenta con la mayor parte de los temas interpretados por Myriam en el reality. El disco logró la certificación doble platino + oro por más de 450,000 copias vendidas.

### Desafío de estrellasyUna mujer
Tras su paso por La Academia, en 2003 se integra a un reciente reality show de Televisión Azteca titulado Desafío de estrellas, el cual reunió a los exalumnos de las dos primeras generaciones del reality. Myriam obtuvo el tercer lugar de la emisión con una final en el Parque Fundidora de Monterrey donde se proclamó ganador Yahir, con el primer lugar.
Durante la sexta emisión de Desafío de estrellas, estrenó Sin ti no hay nada, el primer sencillo de su primer álbum de estudio titulado Una mujer. El disco fue producido por Memo Gil y lanzado bajo el sello de Capitol Records (filial de EMI Music). De este material se desprenden los sencillos Acostúmbrame y Cuesta arriba. El álbum incluye también los temas Cómo sería, de la autoría de Soraya, Una mujer, compuesto por Armando Manzanero, y Mi niño, de la autoría de la propia Myriam y Estrella Veloz. El disco también fue lanzado en España con una respuesta positiva. Una mujer se reeditó con algunas de las canciones que Myriam interpretó en Desafío de estrellas. Además participa en la telenovela Dos chicos de cuidado en la ciudad con Víctor García y Raúl Sandoval.
EMI Music lanzó al mercado un DVD con algunas de las escenas de su estancia y las actuaciones semanales de cada concierto en La academia durante 2002. «Mi historia en DVD» logró certificarse con disco de oro con 100,000 copias.
El disco Una mujer logró tener certificación de oro por más de 100,000 ejemplares vendidos en México. Contó también con disco de platino por 150,000 copias vendidas en el mercado, (No fue certificado por AMPROFON), con un total de 255,000 copias vendidas en el país. Interpreta el tema del reality de actuación Estrellas de novela, junto a Erika y Yahir.

### MyriamyVete de aquí
A principios de 2004, lanzó su segundo álbum discográfico titulado Myriam, denominado como Lo que soy, lo que pretendo y lo que fui. El tema Hasta el límite fue el primer sencillo del disco, mismo que fue producido por Cachorro López y que contó con temas de la autoría de Leonel García y Jimena Lecourtoix. Dicho tema cuenta con un videoclip filmado en Argentina. También incluye el tema Porque soy mujer, de la autoría de Myriam y Estrella Veloz. También incluye un dueto con Luciano Pereyra. Por este material, Myriam obtuvo una nominación a los Premios Oye!.[cita requerida] Certificado con disco de doble oro + platino por 200,000 copias ofrecidas en el mercado.
En ese mismo año, debuta como actriz en un episodio del programa unitario de Televisión Azteca Lo que callamos las mujeres, compartiendo créditos con Estrella Veloz. También participa en la telenovela mexicana Los Sánchez, a lado de Víctor García, quien protagoniza la historia.
En 2006, lanza su cuarta producción discográfica titulada Vete de aquí. De este álbum se desprenden los sencillos Vete de aquí, Pena negra y Lo que siento es amor. El material fue producido por Jorge Avendaño, Manuel Herrera y Mariano Pérez. Certificado con disco de oro por 75,000 ejemplares vendidos.

### Simplemente amigosyCambio de piel
En 2007, lanza su quinta producción discográfica titulada Simplemente amigos. El disco fue producido por Mariano Pérez y la disquera EMI Music y está integrado por éxitos de la cantautora mexicana Ana Gabriel. El disco incluye los sencillos Simplemente amigos, Mar y arena, Pecado original, Luna y Evidencias. Este disco contó con 100,000 ejemplares vendidos en México, obteniendo disco de oro.
En el mismo año, EMI Music lanza el álbum recopilatorio Lo mejor de Myriam.[cita requerida]  El material está integrado por dos discos con sus éxitos, desde su participación en La Academia hasta el álbum Simplemente amigos. En ese mismo año, se integra al concepto Plug & Play, un concepto de pequeños conciertos acústicos producidos por EMI Music, Prodigy y Beón. El disco incluye versiones acústicas del álbum Simplemente amigos, y fue seguido de otros discos en el mismo formato con Moderatto, Ely Guerra, RBD, Aleks Syntek y Kudai.
EMI Music la invita al disco póstumo Homenaje a Pedro Infante, 50 aniversario con el tema «No volveré» y un especial del mismo transmitido en Televisa.
En 2008, lanza su sexta producción discográfica titulada Cambio de piel.  El disco fue grabado en España y producido por Mariano Pérez. Incluye temas inéditos de autores como Reyli, Mario Domm, Carlos Macías y otros más. Cambio de piel fue lanzado el 1.° de junio del mismo año e incluyó los sencillos Dejárselo a la suerte, Lo que quiero de ti y  Me lo pide la piel, el cual fue elegido como soundtrack de la película mexicana Amar. Con este disco, se presentó una temporada en el Teatro Blanquita de la Ciudad de México durante febrero de 2009. Tuvo  presentación con artistas como Kika Edgar.

### El gran desafío de estrellasyLas mujeres de Manzanero
En 2009, es invitada a integrarse al reality show musical El gran desafío de estrellas, ingresando en la segunda etapa del programa. Participó en una gran final realizada en el Teatro Juárez, en Guanajuato. De forma paralela, graba el tema principal de la telenovela Pobre diabla, a dueto con la cantante Fabiola Rodas. Obtuvo el segundo lugar de la competencia. Su inconformidad ante el resultado le llevó a renunciar a TV Azteca como resultado de una serie de tensiones con la cadena televisiva.
En el mismo año, es invitada a participar con el tema Regresa a mí en el álbum Las mujeres de Manzanero, del cantautor yucateco Armando Manzanero. En el álbum también participan grandes intérpretes como María del Sol, Ana Cirré, Margarita la Diosa de la Cumbia, Edith Márquez, Pandora, Susana Zabaleta, Rocío Banquells, Angélica María, y otras más.
En 2010, participa en la campaña Unidos somos Nuevo León, en su natal estado, donde interpreta el tema «Hermanos», debido a las afectaciones naturales sucedidas, además la preparación de su siguiente producción discográfica por nombre Regio corazón, alma mexicana.

### Regio Corazón, Alma Mexicana,Jesucristo Superestrella,La Academia 10 y 10 años 2012
Luego de 3 años de ausencia de los escenarios, regresó para promover su material discográfico, el cual lleva por nombre Regio corazón, alma mexicana. Este es un material con temas mexicanos y tintes de música norteña. Regio corazón, Alma mexicana es un disco que fue realizado en su totalidad en la ciudad de Monterrey.  Fue producido por Manuel Herrera e incluye covers de temas de Juan Gabriel, Selena Quintanilla, Joan Sebastian y Grupo Límite. La promoción de este material se vio interrumpida debido a la llegada de Frank, el hijo primogénito de la cantante.
En 2011, debuta formalmente como actriz en teatro musical, integrándose al montaje de Jesucristo Superestrella. El musical se representó en la ciudad de Monterrey. Durante ese año participa en el disco de Jorge Muñiz Emociones, con el tema La pareja ideal. En 2012, graba junto a Julio Preciado el tema de la telenovela Amor cautivo, lo cual marca el restablecimiento de su relación laboral con TV Azteca. En agosto del mismo año, Myriam se integra como jurado en la décima edición de La Academia, compartiendo panel con Marta Sánchez, Cruz Martínez, Julio Preciado y Yahir. A pesar de que en un inicio hubo un cierto desacuerdo con la cantante y los directivos de la televisora.
En diciembre del mismo año, lanza a la venta su segundo disco recopilatorio con sus éxitos titulado 10 años, con los que celebra su primera década en los escenarios. El material de covers, incluye el tema Sin ti (Without You) de Mariah Carey, en su versión en español. Al mismo tiempo la disquera EMI fue adquirida por la disquera Universal Music Group y se integra a las filas de dicha discográfica. Así como un concierto celebrativo en el Lunario.

### CatsyReina, esclava o mujer
En 2013, es invitada por el productor Gerardo Quiroz para estelarizar la segunda versión mexicana de la obra musical Cats, interpretando el rol estelar de Grizabella, alternando con las cantantes Filippa Giordano, Lila Deneken y Ana Cirré. El musical se representó durante una extensa temporada en el Teatro San Rafael de la Ciudad de México. En ese mismo año, también participa en el montaje regiomontano del musical El mago de Oz, junto a la cantante Erika Alcocer Luna, quién también fuera ganadora de La Academia de TV Azteca.
El 24 de junio de 2014, regresa a la música con su segunda casa discográfica Universal Music, con el álbum titulado Reina, esclava o mujer. El material fue producido por Pavel Cal e incluye diez temas grabados en Monterrey. Fue lanzado en formato físico y digital en las plataformas digitales de ITunes y Google Play.  El lanzamiento estuvo apoyado de una presentación en el Lunario del Auditorio Nacional la noche del 26 de abril de 2014. Además de una presentación en Puerto Vallarta. También interpretó el tema principal de la telenovela Prohibido amar, de TV Azteca, ese mismo año.
En 2014, se une al concepto musical Juntas y revueltas, creado por el productor Hugo Mejuto, donde une su voz con la cantante Sheyla para una presentación el 31 de agosto del mismo en el Teatro Metropólitan de la Ciudad de México. En ese mismo año, se une al concepto Entera, concepto de espectáculo en vivo también creado por Hugo Mejuto. Myriam se presenta con este espectáculo en el Teatro Metropólitan de la capital mexicana. En mayo de 2016, es invitada por la cantante Manoella Torres para interpretar juntas el tema Señora, en uno de los conciertos.

### Primera generación,Irracional,MortalyPrometiste volver
En junio de 2017, en el marco del aniversario 15 de La Academia, junto a 12 de los 14 integrantes de la primera edición del reality se reencuentran para un concierto, celebrando en el Auditorio Nacional de la Ciudad de México bajo el nombre discográfico de Primera Generación. El reencuentro incluye además el lanzamiento digital del sencillo Inseparables, interpretado por 12 integrantes de la generación. Sale de esta en diciembre del mismo año.
En 2018, lanza una serie de temas musicales de forma digital a través de sus redes oficiales, en preparación de su supuesta siguiente producción discográfica. El primer sencillo llevó por título Irracional. El segundo sencillo se llama Basta. Para 2019, lanza el sencillo llamado Mortal.
En 2020, anuncia su regreso a la música con Prometiste volver, un sencillo discográfico lanzado en 2021. El disco incluiría temas musicales de Fato. El sencillo Prometiste volver, fue lanzado en septiembre del mismo año en plataformas digitales.
Aparece de forma individual en Televisa, promocionando su sencillo, presenta el show Inéditamente Myriam en el que compartió escenario con Aranza y Erika Alcocer Luna.

### La Academia 20 años y Myriam 20 años (2022)
En junio de 2022 Myriam Montemayor es invitada a formar parte de la decimotercera generación del reality show La Academia como «madrina» de los participantes, conmemorando sus 20 años de historia en la televisión. En diciembre del mismo año cumple dos décadas en la música, festejando en un concierto especial en el Lunario del Auditorio Nacional, en la Ciudad de México. Interpone una orden de restricción a Toñita.
A inicios de 2023 lanza videoclip de los dos sencillos Basta y Mortal, a través de su cuenta de YouTube, en agosto lanza el tema Dale Veneno, autoría de Israel Dasis, tema de Lupita D'Alessio.

### Cosas del amor tour2024
En 2024, lanza el videoclip Primero las damas, confirma una gira musical con la cantante Kika Edgar, Cosas del amor iniciando en el Lunario de la Ciudad de México. A pesar de que años antes habían anunciado una gira con la desaparecida disquera EMI Music. Además también participa en la gira Generaciones Tour.
Lanza el tema Así te quiero con Héctor Gamaliel y tiempo después publica el videoclip de Tengo ganas. En 2025 presenta el show Esto si es despecho con Aranza, Sheyla y Natalia Sosa.

## Vida personal
En 2011, nació su primer hijo Frank Alejandro, mismo con quién procreó con su esposo Frank Garza. 
En 2019, Myriam se convierte en madre por segunda ocasión con el nacimiento de su hija Sofía.

## Otros proyectos

### Teatro
| Año  | Título               | Personaje       |
| ---- | -------------------- | --------------- |
| 2011 | Jesucristo Superstar | María Magdalena |
| 2013 | Cats                 | Grizabella      |
| 2013 | El mago de Oz        | Glinda          |

### Programas de televisión
| Año  | Título                                     | Nota                                               |
| ---- | ------------------------------------------ | -------------------------------------------------- |
| 2002 | La Academia                                | Ganadora                                           |
| 2003 | Desafío de estrellas                       | 3.er lugar                                         |
| 2003 | Homenaje a                                 | Participante                                       |
| 2003 | Estrellas de novela                        | Tema principal                                     |
| 2004 | Con sello de mujer                         | Presentadora invitada                              |
| 2005 | Especial Myriam, el sueño hecho realidad   | Presentadora                                       |
| 2006 | La Academia Cinco: La generación de la luz | Invitada como «madrina» de la participante Colette |
| 2009 | El gran desafío de estrellas               | 2.° lugar                                          |
| 2012 | La Academia 10 años                        | Jurado                                             |
| 2022 | La Academia 20 años                        | «Madrina» invitada de los académicos               |

### Telenovelas y unitarios
| Año       | Título                             | Nota                    | Personajes                                  |
| --------- | ---------------------------------- | ----------------------- | ------------------------------------------- |
| 2003      | Dos chicos de cuidado en la ciudad | 2 episodios             | Myriam                                      |
| 2003      | Lo que callamos las mujeres        | Episodio: Sobreviviendo | Valeria                                     |
| 2004-2005 | La vida es una canción             | 4 episodios             | Myriam / Bertha "Beba" / Mariana / Fernanda |
| 2005      | Los Sánchez                        | 14 episodios            | Myriam                                      |

## Discografía

### Álbumes de estudio
- 2003: Una mujer
- 2004: Myriam (Platino + oro)
- 2005: Vete de aquí
- 2007: Simplemente amigos
- 2008: Cambio de piel
- 2011: Regio corazón, alma mexicana
- 2014: Reina, esclava o mujer

### Recopilatorios
- 2002: Mi historia en la academia (Platino + oro)
- 2003: Mi historia en DVD
- 2003: Una mujer (edición deluxe)
- 2007: Plug & Play
- 2007: Lo mejor de Myriam
- 2012: 10 años

### Concierto en vivo
- 2020: Myriam en tu casa: Volumen I, II y III

## Giras musicales
- 2003-2004: Myriam en concierto
- 2009-2011: Las Mujeres de Manzanero
- 2017: Primera Generación
- 2024-2025: Cosas del Amor Tour
- 2024: Generaciones Tour